# Якубув (Влощовський повіт)
Якубув (пол. Jakubów) — село в Польщі, у гміні Красоцин Влощовського повіту Свентокшиського воєводства. Населення — 137 осіб (2011).
У 1975-1998 роках село належало до Келецького воєводства.

## Демографія
Демографічна структура на день 31 березня 2011 року:
|          | Загалом | Допрацездатний вік | Працездатний вік | Постпрацездатний вік |
| -------- | ------- | ------------------ | ---------------- | -------------------- |
| Чоловіки | 68      | 14                 | 45               | 9                    |
| Жінки    | 69      | 15                 | 35               | 19                   |
| Разом    | 137     | 29                 | 80               | 28                   |